# Бронислав Вроцлавський
Бронислав Вроцлавський (пол. Bronisław Wrocławski, *31 серпня 1951, Лодзь) — польський актор театру, кіно та телебачення, педагог. Декан акторського факультету Лодзької кіношколи ім. Леона Шиллера. Лауреат державних нагород Польщі.

## Біографія
Закінчив Вищу школу кінематографії, телебачення і театру в Лодзі у 1973 році. Дебютував у Театрі ім. Стефана Ярача в Лодзі, згодом працював у Театрі «Повшехним» (1974—1990). З 1996 року викладав у рідній кіношколі, з 2008 року — декан акторського факультету.

## Театральна діяльність
Понад 40 років Вроцлавський активно виступає на театральній сцені. Співпрацював з провідними театрами Лодзі. Став знаний завдяки ролям у виставах класичного та сучасного репертуару.

## Ролі в кіно і на телебаченні

### Вибрана фільмографія
- Ва-банк 2  (1984) — Едек Штиц
- Га, га. Слава героям (1986)
- Кінгсайз (1987)
- Rewers (2009) — директор Барський
- 365 днів (2020) — Маріо

### Серіали
- Відьмак (2002) — Істредд
- M jak miłość, Magda M., Kryminalni, Ojciec Mateusz — епізодичні ролі

## Педагогічна діяльність
Викладає акторську майстерність у Лодзькій кіношколі. Очолює акторський факультет. Його студентами стали багато відомих акторів Польщі.

## Нагороди
- Орден Відродження Польщі (2013)
- Золотий Хрест Заслуги (2003)
- Медаль «Gloria Artis»: бронзова (2006), срібна (2016)